# Jacob Lundahl
Jacob August Lundahl (i riksdagen kallad Lundahl i Kristianstad), född den 23 augusti 1844 i Bara socken, död den 24 april 1915 i Kristianstad, var en svensk jurist och politiker (liberal). Han var svärfar till Carl-Otto Meurling och morfar till Sten Meurling.
Jacob Lundahl, som var son till orgelbyggaren Jöns Olsson Lundahl och Hanna Lundahl, avlade hovrättsexamen vid Lunds universitet 1869 och gjorde sedan karriär i domstolsväsendet. År 1892 utsågs han till hovrättsråd vid Hovrätten över Skåne och Blekinge, och år 1904–1913 var han domstolens hovrättspresident efter att från 1902 ha varit tillförordnad på posten. 
I Kristianstad var han tongivande lokalpolitiker som ledamot i stadsfullmäktige 1883–1904 och drätselkammarens ordförande 1892–1897. Han hade också ledande uppdrag i det lokala bankväsendet, till exempel som ordförande för sparbanken i Kristianstad 1900–1915.
Han var riksdagsledamot i andra kammaren 1900–1902 för Kristianstads stads valkrets. I riksdagen tillhörde han som kandidat för Frisinnade landsföreningen dess riksdagsparti Liberala samlingspartiet. Han var ledamot av 1902 års andra särskilda utskott och engagerade sig även för reformerad konkurslagstiftning.

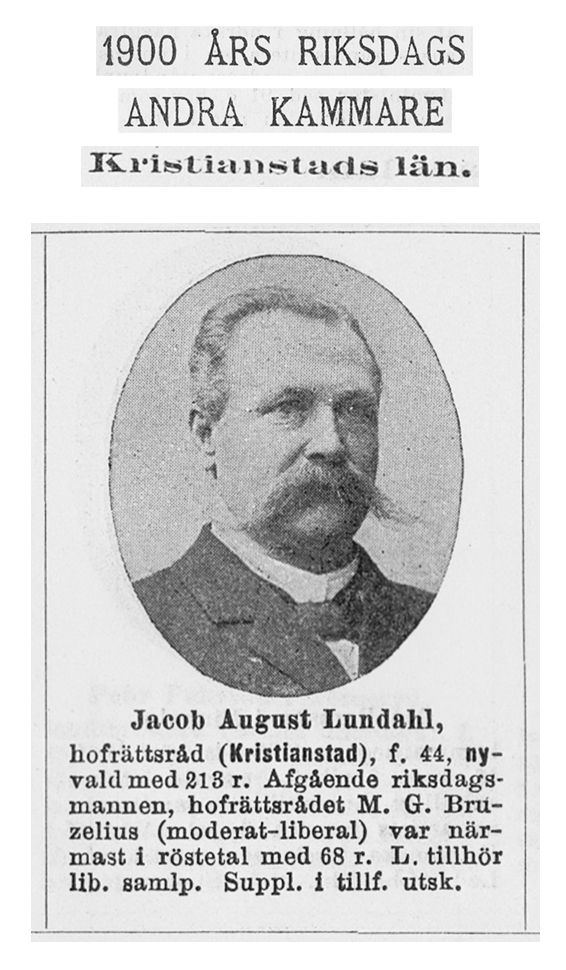
1900 års riksdag